# 関東関根組
関東関根組（かんとうせきねぐみ）は、茨城県土浦市に本部を置く指定暴力団。構成員は2023年末時点で約90人。

## 略歴

### 初代
- 2014年4月5日、松葉会六代目本部長小島一家五代目総長大塚成晃は、松葉会七代目の跡目争いに伴い、松葉会五代目会長牧野国泰（李春星）と松葉会六代目会長荻野義朗の承認を得て、松葉会関根組を結成した。
- 2017年4月、松葉会関根組から関東関根組に改称した。
- 2018年4月25日、茨城県公安委員会は、関東関根組を指定暴力団に指定した。

## 当代
- 初代：大塚成晃（小島一家五代目総長）

## 構成
- 組長：大塚成晃（小島一家五代目総長）
- 理事長：安藤健生（三代目増田組組長）
- 本部長：長濱旨男（天長一家総長）
- 運営委員長：飯塚正三（三河島一家四代目総長）
- 渉外委員長：吉田勝司（墨東会会長）
- 慶弔委員長：佐藤貞夫（駒の家三代目）
- 総本部局長：渡辺英二（渡辺一家二代目総長）
- 理事長補佐：小林大倫（小島一家総長代行小林組組長）
- 本部長補佐：金木和也（和泉一家四代目総長）
- 事務局長：福田正紀（渡辺一家総長代行)
- 事務長：石神誠一（三代目増田組懲罰委員長)
- 最高顧問：渡辺博昭
- 特別顧問：羽成仙吉（小島一家最高顧問）
- 特別顧問：村中弘司（村中組組長）
- 特別顧問：大塩眞治（筑波一家最高顧問）
- 常任顧問：相原　禅（三代目阿子島一家総長）
- 常任顧問：佐藤洋一郎（塩竃同志会会長）
- 常任相談役：西原勝男（三代目増田組最高顧問花神会会長）
- 常任相談役：宮下八郎（石原町貸元）
- 幹部執行部：鈴木祐樹（小島一家本部長）
- 幹部執行部：古川剛士（筑波一家代表)
- 代表理事：雨貝皆次（小島一家渉外委員長）
- 代表理事：阿部修久（小島一家運営委員長）
- 代表理事：青木葉貴之（小島一家慶弔委員長）
- 代表理事：馬渕龍成（小島一家風紀委員長）
- 常任理事：中根純成（小島一家常任相談役）
- 常任理事：平湯　正（小島一家常任相談役）
- 常任理事：鈴木　昇（小島一家相談役）
- 常任理事：中野信也（小島一家相談役）
- 常任理事：山野健一（小島一家執行部小林組代行補佐）
- 常任理事：廣瀬英志（小島一家執行部）
- 常任理事：村上良夫（小島一家執行部）
- 常任理事：竹中　正（小島一家執行部阿部組組長代行）
- 常任理事：沼田　進（小島一家執行部小林組代行補佐）
- 常任理事：曽根原佑（小島一家総長室室長小林組代行）
- 常任理事：会田吉永（小島一家事務局長会田組組長)
- 理事：倉田　学（小島一家総本部付阿部組事務局長)
- 理事：工藤　孝（小島一家内会田組組長代行)

## 不祥事
2016年10月、2人の組員が、代金引換で注文した商品を配達に来た配達員の前で、モデルガンを使って内輪もめの寸劇を演じ商品を脅し取ろうとした。しかし、配達員に商品とモデルガンを取り上げられたうえ警察に通報され、逃走したが逮捕された。逮捕後、容疑者は相方が勝手にやったことだと供述、本当に仲間割れしてしまった。